# بروغريس إم 1-5
كانت بروغريس إم 1-5 مركبةً فضائية أطلقتها روسيا في عام 2001 لخفض مدار وإسقاط محطة مير الفضائية البالغة من العمر خمسة عشر عامًا فوق منطقة نائية من المحيط، بعيدًا عن ممرات الشحن – بدون ذلك كانت مير ستسقط بشكل خارج عن السيطرة مع مرور الوقت (مثل محطة سكاي لاب)، مع احتمال سقوط الحطام في منطقة مأهولة بالسكان. كانت وكالة الطيران والفضاء الروسية روسكوزموس، مسؤولةً عن المهمة.
أطلِقت المركبة في يناير 2001 بعد تأخير قصير بسبب مشكلة مع محطة مير، وفي 27 يناير أصبحت بروغريس إم 1 5 آخر مركبة فضائية تلتحم بالمحطة. أمضت المركبة شهرين موصولةً بوحدة كفانت 1 قبل خفض مدارها في 23 مارس 2001. دخلت مير الغلاف الجوي أثناء التحامها ببروجرس إم 1 5، وتفككت فوق المحيط الهادئ، مع سقوط الحطام في المحيط في نحو الساعة 06: 00 بتوقيت جرينتش. خلال المراحل الأولى من مهمة بروجريس إم 1 5 غير المأهولة، وُضع طاقم سويوز في وضع الاستعداد للانطلاق لإكمال المهمة في حالة حدوث مشكلة. أثار قرار إسقاط مير مديحًا ونقداَ أيضًا لروسكوزموس، بينما أُطلِقت عدة حملات لإنقاذ المحطة.

## خلفية
كانت مير المحطة الفضائية السابعة والأخيرة المأهولة التي أُطلِقت كجزء من برنامج الفضاء السوفيتي، وكانت أول محطة فضاء عيارية حقيقية يتم إطلاقها. أُطلِق المكون الأول، الوحدة الأساسية، بواسطة صاروخ بروتون كاي في 19 فبراير 1986. تبع ذلك ست وحدات أخرى، أُطلِقت بين عامي 1987 و1996، كلها على متن صاروخ بررتون كاي، باستثناء واحدة أُطلِقت على متن مكوك الفضاء أتلانتس. بعد تفكك الاتحاد السوفيتي، أصبحت مير ملكًا للحكومة الروسية ووكالة الطيران والفضاء الروسية المنشأة حديثًا. دعمت المحطة 28 طاقمًا طويل الأمد، واستقبلت 40 مهمة مأهولة زائرة على متن مركبة سويوز ومكوك الفضاء، في حين أُطلِقت 64 مركبة بروجرس غير مأهولة لدعمها. تمت زيارة المحطة من قبل 125 رائد فضاء روسي وأمريكي، قاموا بـ 75 نشاط خارج المركبة. أثناء برنامج المكوك مير، قامت سلسلة من مهمات مكوك الفضاء الأمريكية بزيارة مير بين عامي 1995 و1998 استعدادًا لبناء محطة الفضاء الدولية. بعد أن بدأ بناء محطة الفضاء الدولية في عام 1998، وُزعت الموارد الروسية على المحطتين. في عام 2000، وقعت روزكوسموس اتفاقية مع شركة ميركورب لتأجير المحطة للاستخدام التجاري، وكان من المقرر إطلاق مهمة سويوز تي إم في وقت لاحق من ذلك العام لإعداد المحطة للاستخدام المستقبلي وإجراء بعض الأبحاث التجارية، وكان من المقرر إطلاق المزيد من المهام بعد ذلك، بما في ذلك رحلات سياحية، ولكن نظرًا لقلق الحكومة الروسية بشأن قدرة ميركورب على تمويل هذه المهمات، قررت روزكوسموس عدم الاستمرار بتمويل مير.
في نوفمبر 2000، قررت روزكوسموس إسقاط مير، وفي الشهر التالي وقع رئيس الوزراء ميخائيل كاسيانوف أمرًا للقيام بذلك. في تلك المرحلة، كانت مير قد تجاوزت فترة حياتها التصميمية، وكان المدير العام لروزكوسموس يوري كوبتيف يعتقد أن «أنظمتها يمكن أن تفشل في أي وقت». لذلك، تقرر إسقاطها من مدارها بينما كانت قيد العمل، بدلًا من المخاطرة بسقوطها بشكل خارج عن السيطرة، مثلما حدث مع محطة سكايلاب في عام 1979 وساليوت 7 في عام 1991، ما قد يؤدي إلى سقوط الحطام على منطقة مأهولة بالسكان. في ذلك الوقت، كانت مير أكبر مركبة فضائية على الإطلاق تعاود الدخول في الغلاف الجوي للأرض، وكانت هناك مخاوف من أن الأجزاء الكبيرة من الحطام، خاصةً وحدات الالتحام، والجيرودين والبنية الخارجية، قد تنجو من عملية الدخول بالغلاف الجوي. اختيرت بروغريس إم 1 5، التي بنيت في الأصل لإعادة إمداد محطة مير أو محطة الفضاء الدولية بالمؤن والوقود، لأداء مناورة خفض مدار وإسقاط محطة مير. أكسبتها مهمتها لقب هيرس. كانت مركبة فضاء من طراز بروغريس إم 1 11 إف 615 إيه 55، رقمها التسلسلي 254. اختيرت منطقة غير مأهولة في جنوب المحيط الهادئ لإسقاط المحطة فوقها، كما حدث مع خمس مركبات فضائية سابقة من نوع ساليوت.
أطلِقت بروغريس إم 1 5 على متن صاروخ من طراز سويوز يو من ميناء بايكونور الفضائي، كازاخستان. كان من المقرر إطلاقها في الأصل في 16 يناير 2001، ولكن بحلول الأسبوع الأول من يناير، تم تأجيل موعد الإطلاق إلى 18 يناير. نُقلت المركبة إلى منصة الإطلاق في 16 يناير، ونُقل الصاروخ من منشأة التجميع في الموقع 2 في ميناء بايكونور الفضائي في الساعة 02:00 بتوقيت جرينتش، وتم نصبه على منصة الإطلاق، الموقع 1/5، في غضون ساعتين من بداية عملية النقل. حُدد موعد الإطلاق في الساعة 06:56:26 بتوقيت جرينتش في 18 يناير. في ذلك اليوم، ظهرت مشكلة في أجهزة الحاسوب الموجودة على متن مير قبل وقت قصير من بدء تزويد صاروخ سويوز يو بالوقود، قبل نحو خمس ساعات ونصف من الموعد المقرر للإطلاق. ألغيت محاولة الإطلاق، وكان من المتوقع أن يتأخر الإطلاق لمدة أربعة أو خمسة أيام. في 19 يناير، تمت إعادة جدولة موعد الإطلاق ليوم 24 يناير، ما أتاح لوحدات التحكم وقتًا كافيًا لإعادة تشغيل الحاسوب وجيروسكوبات المحطة، التي توقفت عن العمل عندما فشل الحاسوب.
استؤنفت استعدادات الإطلاق في 22 يناير، وتم الإطلاق بنجاح في الساعة 04:28:42 بتوقيت جرينتش يوم 24 يناير. بعد الإطلاق، قضت المركبة ثلاثة أيام من التحليق الحر قبل الوصول والالتحام بالمنفذ الخلفي لوحدة كفانت 1 لمحطة مير في الساعة 05:33:31 بتوقيت جرينتش يوم 27 يناير. قبل ذلك، كان ميناء الالتحام متصلًا بمركبة بروغريس إم 43، التي غادرت في الساعة 05:19:49 في 25 يناير، وبعد ذلك بقيت في المدار حتى التحمت بروغريس إم 1 5 بمير. خُفض مدار بروغريس إم 43، التي أُطلِقت في الأصل لنقل الإمدادات ورفع مدار مير، تحسبًا لرحلات مأهولة لم تُطلق مطلقًا، في الساعة 02:12 بتوقيت جرينتش في 29 يناير، واحترقت أثناء دخولها الغلاف الجوي في الساعة 02:58. عادةً، استمرت الرحلات الجوية الحرة لمركبة بروغريس يومين من الإطلاق حتى الالتحام مع مير، ولكن استغرقت بروغريس إم 1 5 ثلاثة أيام للوصول إلى مير بهدف الحفاظ على الوقود للقيام بخفض مدار المحطة.